# Капп, Лена
Ле́на Капп (нем. Lena Kapp) — немецкая кёрлингистка.
В составе женской и юниорской сборных Германии участвовала в нескольких чемпионатах Европы и мира.
Играет в основном на позициях второго и третьего.

## Достижения
- Чемпионат Европы по кёрлингу: бронза (2018)

## Команды
| Сезон                                               | Четвёртый    | Третий          | Второй         | Первый             | Запасной           | Тренер                          | Турниры                      |
| --------------------------------------------------- | ------------ | --------------- | -------------- | ------------------ | ------------------ | ------------------------------- | ---------------------------- |
| 2015—16                                             | Майке Беер   | Эмира Аббес     | Миа Хёне       | Лена Капп          | Клара-Гермина Фомм | Геза Ангрик                     | ЧМЮ-Б 2016 (11 место)        |
| 2016—17                                             | Майке Беер   | Миа Хёне        | Laura Mayrhans | Лена Капп          | Fiona Wunderlich   | Хольгер Хёне                    | ЧМЮ-Б 2017 (5 место)         |
| 2017—18                                             | Миа Хёне     | Лена Капп       | Laura Mayrhans | Sophia Roesel      | Leonie Schöberl    | Хольгер Хёне                    | ЧМЮ-Б 2018 (5 место)         |
| 2018—19                                             | Миа Хёне     | Лена Капп       | Laura Mayrhans | Leonie Schöberl    | Fiona Wunderlich   | Хольгер Хёне                    | ЧМЮ-Б 2019 (янв.) (5 место)  |
| 2018—19                                             | Даниэла Йенч | Эмира Аббес     | Аналена Йенч   | Клара-Гермина Фомм | Лена Капп          | Ули Капп                        | ЧЕ 2018                      |
| 2019—20                                             | Лена Капп    | Kim Sutor       | Zoe Antes      | Anne Kapp          | Sara Messenzehl    | Хольгер Хёне                    | ЧМЮ-Б 2019 (дек.) (13 место) |
| 2019—20                                             | Миа Хёне     | Лена Капп       | Kim Sutor      | Zoe Antes          |                    |                                 |                              |
| 2022—23                                             | Даниэла Йенч | Эмира Аббес     | Пиа-Лиза Шёлль | Аналена Йенч       | Лена Капп          | Ули Капп, Даниэль Херберг       | ЧЕ 2022 (7 место)            |
| 2022—23                                             | Даниэла Йенч | Эмира Аббес     | Лена Капп      | Аналена Йенч       | Пиа-Лиза Шёлль     | Ули Капп, Christian Hungerecker | ЧМ 2023 (10 место)           |
| 2023—24                                             | Эмира Аббес  | Миа Хёне        | Лена Капп      | Майке Беер         | Пиа-Лиза Шёлль     | Ули Капп                        | ЧЕ 2023 (10 место)           |
| Кёрлинг среди смешанных пар (mixed doubles curling) |              |                 |                |                    |                    |                                 |                              |
| 2018—19                                             | Лена Капп    | Бенни Капп      |                |                    |                    |                                 | [ 2 ]                        |
| 2019—20                                             | Лена Капп    | Марк Мускатевиц |                |                    |                    |                                 | [ 3 ]                        |
| 2020—21                                             | Лена Капп    | Марк Мускатевиц |                |                    |                    |                                 | [ 4 ]                        |
| 2023—24                                             | Лена Капп    | Сикстен Тотцек  |                |                    |                    | Ули Капп                        | ЧМСП 2024 (11 место)         |

(скипы выделены полужирным шрифтом)

## Частная жизнь
Из семьи кёрлингистов. Её дед Чарли Капп, отец Анди Капп, дядя Ули Капп, младший брат Бенни Капп — немецкие кёрлингисты, участники зимних Олимпийских игр, чемпионатов мира и Европы; младшая сестра Анна (нем. Anne Kapp) играла с Леной на юниорском чемпионате мира (группа Б) 2019, а затем уже без неё на юниорском чемпионате мира 2023.